# Maiden
Maiden és una població dels Estats Units a l'estat de Carolina del Nord. Segons el cens del 2000 tenia 3.282 habitants.

## Demografia
Segons el cens del 2000, Maiden tenia 3.282 habitants, 1.187 habitatges i 848 famílies. La densitat de població era de 267,9 habitants per km².
Dels 1.187 habitatges en un 29,3% hi vivien nens de menys de 18 anys, en un 55,4% hi vivien parelles casades, en un 11,9% dones solteres, i en un 28,5% no eren unitats familiars. En el 24,9% dels habitatges hi vivien persones soles l'11,3% de les quals corresponia a persones de 65 anys o més que vivien soles. El nombre mitjà de persones vivint en cada habitatge era de 2,47 i el nombre mitjà de persones que vivien en cada família era de 2,95.
Per edats la població es repartia de la següent manera: un 21,7% tenia menys de 18 anys, un 9,6% entre 18 i 24, un 32,8% entre 25 i 44, un 22,5% de 45 a 60 i un 13,5% 65 anys o més.
L'edat mediana era de 36 anys. Per cada 100 dones de 18 o més anys hi havia 112,7 homes.
La renda mediana per habitatge era de 35.417 $ i la renda mediana per família de 44.063 $. Els homes tenien una renda mediana de 29.695 $ mentre que les dones 21.594 $. La renda per capita de la població era de 19.026 $. Entorn del 7,6% de les famílies i el 8,9% de la població estaven per davall del llindar de pobresa.

## Poblacions més properes
El següent diagrama mostra les poblacions més properes.